# Pergola (Italia)
Pergola è un comune italiano di 5 755 abitanti della provincia di Pesaro e Urbino nelle Marche.
La cittadina è stata inserita tra i borghi più belli d'Italia dall'associazione omonima (8º posto).

## Geografia fisica
Il comune di Pergola si trova a sud-ovest della sua provincia di appartenenza, nell'alta Valle del Cesano, a un'altitudine di 265 m s.l.m. Confina a sud-est con la provincia di Ancona.

### Clima
Il clima di Pergola, comune marchigiano situato nell'entroterra della provincia di Pesaro e Urbino, si può classificare come clima temperato subcontinentale, con leggere influenze mediterranee. La sua posizione geografica, tra le colline dell'Appennino umbro-marchigiano e non lontana dalla costa adriatica, determina un’alternanza stagionale marcata, ma mitigata dall’orografia e dalla presenza di boschi e valli.
Inverno: freddo, con temperature medie che oscillano tra 1 °C e 6 °C. Le gelate notturne sono frequenti, soprattutto nei mesi di gennaio e febbraio, e occasionalmente può verificarsi qualche nevicata, specie nei punti più elevati del territorio comunale.
Primavera: mite e gradualmente più calda, con un progressivo aumento delle temperature e una discreta variabilità meteorologica. Le precipitazioni primaverili sono piuttosto frequenti, alternate a giornate limpide e soleggiate.
Estate: calda, ma raramente torrida. Le temperature medie si attestano tra i 20 °C e i 30 °C. L’umidità può essere moderata, ma grazie alla vegetazione e all’altitudine moderata (circa 265 m s.l.m.), le notti rimangono generalmente fresche e ventilate.
Autunno: caratterizzato da un graduale calo termico e da un aumento delle precipitazioni, spesso concentrate tra ottobre e novembre. I boschi che circondano il territorio regalano colori vividi e tipicamente appenninici.
Le precipitazioni annue si aggirano attorno ai 900–1100 mm, distribuite in modo relativamente uniforme durante l’anno, con un picco tra l’autunno e l’inizio dell’inverno. La ventilazione è generalmente moderata, proveniente dai quadranti occidentali o sud-orientali.
https://it.weatherspark.com/y/72189/Condizioni-meteorologiche-medie-a-Pergola-Italia-tutto-l'anno#Figures-Summary

## Storia
Il territorio di Pergola risulta abitato fin dalla preistoria, come testimoniano reperti dell'età neolitica, del bronzo e del ferro.
Diverse, inoltre, sono le tracce lasciate da successive popolazioni: umbre, etrusche e celtiche.
L'epoca romana è invece ben documentata: il ritrovamento di tombe, vasi e suppellettili varie, sia in città (stazione ferroviaria) sia in diverse località quali Grifoleto, Ferbole, Valrea, Monte Santa Croce, Monterolo, Montesecco e Cartoceto, testimoniano una romanizzazione assai diffusa (nel suo territorio fu rinvenuto, nel 1946, il famoso gruppo archeologico dei bronzi dorati da Cartoceto di Pergola).
Pergola nasce come libero comune nel 1234 per creare posti di lavoro e commercio alle popolazioni dei vicini castelli e di Gubbio, la città che aveva giurisdizione sul territorio e che lo aveva assorbito dall'antica Luceoli. Ecclesiasticamente invece, il fiume Cesano, fin da epoca longobarda, divideva la diocesi di Nocera posta nell'estremo nord del Ducato di Spoleto, da quella di Gubbio che era nell'esarcato di Ravenna. Il Gastaldato di Nocera nella sua parte estrema comprendeva Leccia, Morello, Percozzone, Serralta, Sant'Onofrio, il colle di Ferbole o degli Zoccolanti, Mezzanotte e Valrea; infatti la chiesa delle Tinte sarà costruita vicina al ponte, ma in diocesi di Nocera come gli Zoccolanti e Santa Maria del Ponte, vicina alla parrocchia di San Biagio. Dentro le mura della nuova città si determinò una singolare situazione ecclesiastica, perché la parrocchia di Santa Maria della piazza dipendeva dall'abate di Sitria, quella di San Marco dall'abate di Nonantola, quella di Sant'Andrea dall'Eremo di Fonte Avellana e quella di San Biagio dal vescovo di Cagli: la giurisdizione del vescovo di Gubbio era pertanto solo nominale. Nel quadro espansionistico del comune di Gubbio (compresso dalla presenza della potente città di Perugia) si inserisce la fondazione di Pergola ai danni in particolare della città di Cagli i cui territori già si estendevano proprio lungo la fertile vallata del Cesano. L'azione eugubina trova perfetta rispondenza anche nell'ottenuta concessione imperiale degli importanti castelli di Cantiano e Colmatrano la cui ubicazione (lungo la stretta vallata del Burano) a sbarramento della via Flaminia, era strategica per assicurare a Gubbio i necessari collegamenti. In pochi decenni il centro urbano si accresce di laboratori artigianali e diviene un importante luogo commerciale, a lungo conteso dalle signorie degli Sforza, Malatesta, da Montefeltro e Della Rovere. Con la conquista dei territori di Gubbio da parte dei Montefeltro, Pergola registra un fortunato periodo di espansione che, dopo la parentesi di Cesare Borgia, prosegue con i Della Rovere, dai quali Pergola ottiene statuti che le assicurano una più ampia libertà e un nuovo sviluppo sociale ed economico.
Nel 1631, con il passaggio allo Stato Pontificio, il centro conosce un lungo periodo di decremento demografico e di difficoltà economiche, compensate solo in parte dal ciclico rifiorire dell'industria tessile e conciaria. Nel corso di questo periodo, nella città di Pergola si venne a formare una piccola nobiltà suburbana, composta da sette membri di famiglie di spicco locali. Tra questi, si annoverano i Fiorelli, famiglia latifondista; ma a perdere dall'unione con lo stato ponfificio furono i Guazzugli-Marini che, pur preservando i loro titoli e benessere, si videro sorpassati.
È nei secoli XVII e XVIII che Pergola raggiunge la sua massima espansione economica tanto che papa Benedetto XIV con la bolla Romanum decet Pontificem del 18 marzo 1752, la eleva al grado di Città e le concede la nomina di un laureato ecclesiastico a Vicario generale vescovile.
A conferma dell'importanza raggiunta, nel 1796 viene istituita la Zecca, che batterà moneta fino al 1799.
Nel 1797 Pergola viene occupata dalle truppe francesi e diviene parte del Regno Italico.
In questo periodo è spogliata di preziose opere d'arte custodite nelle chiese, nei monasteri, nei palazzi pubblici e privati.
L'Ottocento si apre con la restaurazione pontificia, un breve rifiorire dell'economia ma anche nuovi fermenti politici e civili.
Nel 1819 Papa Pio VII elevò Pergola a diocesi autonoma, unita solo nella persona del vescovo a Cagli, con episcopio, uffici di cancelleria e seminario con una ventina di seminaristi, propri. Il vescovo doveva risiedere sei mesi a Pergola, sei mesi a Cagli.
Il 14 marzo 1831, durante le sollevazioni dei comitati rivoluzionari di Bologna e delle Romagne, fu il primo delle Marche e uno dei primissimi comuni italiani a innalzare nel palazzo municipale il tricolore
L'8 settembre 1860 Pergola è la prima città delle Marche ad insorgere contro il Regno Pontificio, favorendo l'annessione della regione al Regno d'Italia e guadagnandosi la Medaglia d'Oro per "benemerenze acquisite durante il periodo del Risorgimento Nazionale".
Le "antiche" famiglie nobili, fino ad allora custodi di privilegi e di ampie proprietà, furono private dei loro titoli, tranne i Guazzugli-Bonauti, che anche se pur imparentati con i Guazzugli-Marini e i Fiorelli (famiglie entrambe legate allo Stato Pontificio e quindi nemiche), preservarono il loro titolo in conformità alle politiche di uniformazione istituzionale volute dal nuovo Stato. La raggiunta unità si accompagna però a nuove difficoltà sociali ed economiche, fugate dall'apertura della ferrovia Fabriano-Pergola-Urbino (distrutta nell'ultimo tratto dai tedeschi durante la seconda guerra mondiale), la scoperta delle miniere di zolfo di Percozzone e Cabernardi (1877-1886), la realizzazione della raffineria del minerale a Bellisio Solfare, che sosterranno l'economia pergolese fino alla metà del Novecento.
Oggi Pergola è famosa soprattutto per la produzione vitivinicola e per ospitare i Bronzi dorati da Cartoceto di Pergola, un gruppo statuario di origine romana, unico al mondo, probabilmente risalente al 50 a.C.

### Simboli
Dal decreto del Presidente della Repubblica del 5 febbraio 1987 si ricavano la blasonatura dello stemma:
e del gonfalone:

### Onorificenze
La città di Pergola è la 24ª tra le 27 città decorate con Medaglia d'Oro come "Benemerite del Risorgimento nazionale" per le azioni altamente patriottiche compiute dalla città nel periodo del Risorgimento. Periodo, definito dalla Casa Savoia, compreso tra i motti insurrezionali del 1848 e la fine della prima Guerra Mondiale nel 1918.

### Comunità ebraica
La comunità ebraica, oggi scomparsa, nel tempo deve essere stata abbastanza numerosa.
Il primo documento a sancirne la presenza è un atto notarile dell'11 maggio 1383 che testimonia l'esistenza di un banco per esercitare prestiti in denaro. Molto probabilmente, però, degli Ebrei dovevano già essere presenti alla nascita della città o negli anni successivi. Nei secoli la comunità è stata sempre ben accetta. A Pergola vi erano una sinagoga (nell'ex Palazzo Brilli) e un cimitero ebraico, recentemente riportato alla luce, in località Mezzanotte.
Pergola ha avuto anche un sindaco ebreo (Astorre Camerini, dal 3 aprile 1923 al 18 maggio 1924) e alcuni rabbini (l'ultimo, Achille Levi, è morto nel 1929).
Un'ulteriore conferma dell'importanza raggiunta dalla comunità ebraica a Pergola, è data dal rinvenimento di alcune antiche pergamene nell’archivio storico comunale. Si tratta di due manoscritti riutilizzati come copertine del volume n. 15 della serie “Debiti”, contenente atti degli anni 1601-1609 e del volume n. 2 della serie "Libri dei consigli”, maggio 1597-maggio 1601. Entrambi appartenenti al materiale depositato presso l’archivio storico comunale e proveniente dalla comunità di Monterolo. La prima copertina contiene parte del commento al Talmud babilonese del massimo esegeta ebreo di tutti i tempi, Shelomoh ben Isa, meglio noto con l’acronimo di Rashi, che visse e operò a Troyes nel secolo XI. Ma ad attirare l’attenzione di studiosi italiani ed internazionali è stata la seconda copertina che sembra redatta in una grafia di tipo italiano o bizantino, probabilmente dei secc. XIV o XV. Secondo lo studioso Mauro Perani: "Si tratta di Una pergamena di eccezionale importanza perché costituisce l’unico testimone manoscritto esistente al mondo di un commento ad un trattato talmudicoli di Rabbi Chanan’el Ben Hushi’el, vissuto in Kairouan fra il 990 e il 1053 circa. Si tratta in particolare delle sue Glosse ai trattati Gittin e Kiddushin del Talmud babilonese. Mentre del suo commento ad altri trattati eravamo in possesso di alcuni manoscritti, per quello sul libello del ripudio Gittin 34b-37°, il foglio di Pergola è l’unico ad averlo conservato e non ne esiste altro al mondo".
Secondo lo storico Sandro Sebastianelli, illustri famiglie israelite provengono dal centro cesanense e ne riportano l'origine nel cognome (“Pergola” e “Della Pergola”. Fra questi da segnalare Massimo Della Pergola, inventore del gioco del Totocalcio, ex Sisal).
Sotto la dittatura fascista nella città erano presenti numerose famiglie ebraiche (sia originarie del posto sia internate). Grazie all'aiuto “di persone comuni” tutti gli ebrei riuscirono a scampare all'ordine di arresto del 30 novembre 1943 emanato dal regime nazi-fascista.
Le loro vicende, e quelle delle persone che li hanno salvati, sono narrate nel volume La valle dei Giusti e dei Salvati di Anna Pia Ceccucci.

## Monumenti e luoghi d'interesse

### Architetture religiose
Cappella del Palazzolo
Situato lungo viale Dante, all'imbocco della città venendo da Fabriano, il piccolo edificio sacro custodisce una serie di affreschi riconosciuti dalla critica come "uno dei momenti più alti della pittura a fresco del Quattrocento marchigiano" tanto che fino alla fine dell'Ottocento si riteneva che l'opera fosse di Raffaello. 
La parete di fondo è dominata dall'Ascensione di Cristo tra i santi Secondo e Sebastiano, opera di Lorenzo D’Alessandro, dove la figura di Cristo si eleva in un'affollata scena tra la Madonna, gli apostoli e due giovani santi: Secondo (patrono della città di cui tiene in mano il modello) e Sebastiano. Sulle vele, in parte rovinate, è possibile leggere solo due dei quattro evangelisti.
Il dipinto, in basso a destra, è datato 148., con l'ultima cifra quasi scomparsa che potrebbe essere un 3 o un 9.
Sulla parete destra sono visibili altri affreschi con l'Annunciazione, la Trinità e la Madonna con il Bambino in trono, sicuramente di un altro pittore, in passato attribuiti a Bernardino di Mariotto, considerato l'erede di Lorenzo, oggi più cautamente al "Maestro del Palazzolo".
Chiesa di Santa Maria delle Tinte

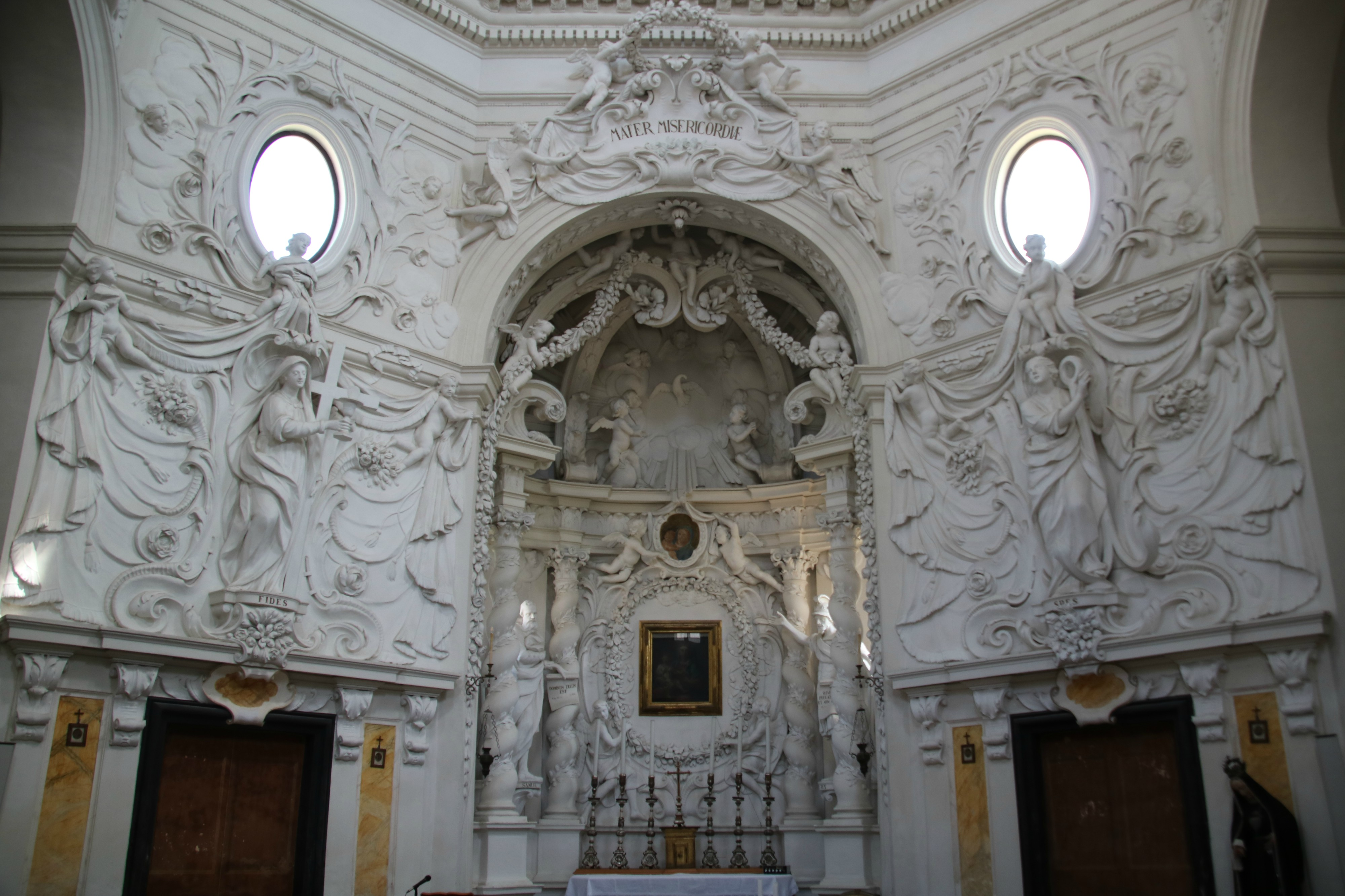
Veduta dell'interno della chiesa di Santa Maria delle Tinte.

Realizzata in mattoni con cupola ottagonale, si trova nell'antico quartiere dove operavano i tintori e i lanaioli della città. Fu proprio la loro corporazione, nel 1700, a commissionare la realizzazione. L'interno è ricco di fregi e statue in stucco bianco. Custodisce tele del pittore senigalliese Giovanni Anastasi, di Giovanni Francesco Ferri e altre opere di Scuola Veneta e Baroccesca.
Chiesa di Sant'Orsola
Oggi sconsacrata e di proprietà dell'istituto Irab, la chiesa è ad un'unica navata e risale alla prima metà del 1600. La facciata è coronata da un timpano con un'apertura a occhio di bue. La cupola è abbellita dall'affresco Sant'Orsola e le compagne martiri in gloria attribuito a Giovanni Anastasi. L'altare maggiore è sovrastato dalla seicentesca tela Sant'Orsola opera di Gian Domenico Cerrini, detto il "Cavalier Perugino". Nella chiesa sono inoltre conservati due ovali (Santa Edvige e Santa Cecilia) opera entrambi del pergolese Pietro Ugolini.
Chiesa di Sant'Andrea
Fortemente danneggiata dal terremoto del 1997, la chiesa è stata riaperta alla fine del 2008 dopo i lavori di consolidamento. Appartenuto in origine ai monaci di Fonte Avellana, l'edificio si trova lungo corso Matteotti ed è fiancheggiato dalla torre civica, un'alta torre che si rifà alla precedente di epoca medievale.
L'interno, ad una facciata, è caratterizzato dagli altari barocchi dorati.
Fra i dipinti di rilievo Sant'Andrea, la Madonna col Bambino e Santo Vescovo opera di Palma il Giovane e lo Sposalizio di Santa Caterina di Claudio Ridolfi.
Chiesa di San Francesco
Situata nell'omonima via, fu eretta in stile gotico nel XIII secolo, dalla facciata asimmetrica in conci, sopraelevata in epoca successiva, possiede ancora un notevole portale trecentesco.
L'interno ad un'unica navata, sovrastato da una cupola, ha un aspetto cinquecentesco.
Notevole il patrimonio artistico conservato.
Nel primo altare sinistro si trova il dipinto, Riposo dalla fuga in Egitto, firmato da Giovanni Antonio Scaramuccia.
Sull'ultimo altare di destra l'Annunciazione della bolognese Lavinia Fontana, sull'altare di fronte la Madonna in gloria e Santi di Antonio Viviani (fra i più apprezzati allievi di Federico Barocci).
Nella parte sinistra del presbiterio si trova un Crocifisso del 1300 attribuito al pittore Mello da Gubbio.
Custodisce inoltre importanti statue lignee fra cui l'icona del Cristo morto, particolarmente venerata dai pergolesi, il San Nicola da Tolentino del 1685, Del 1692 la statua dell'Immacolata, scolpita da Giacomo Piazzetta e decorata dal pittore pergolese Giovan Francesco Ferri.
Fra gli ultimi quadri restaurati da citare, infine, la settecentesca tela raffigurante l'evangelista San Marco, opera del viterbese Domenico Corvi. Da questa chiesa proviene l'Immacolata Concezione di Carlo Crivelli (National Gallery, Londra).
Chiesa di San Giacomo

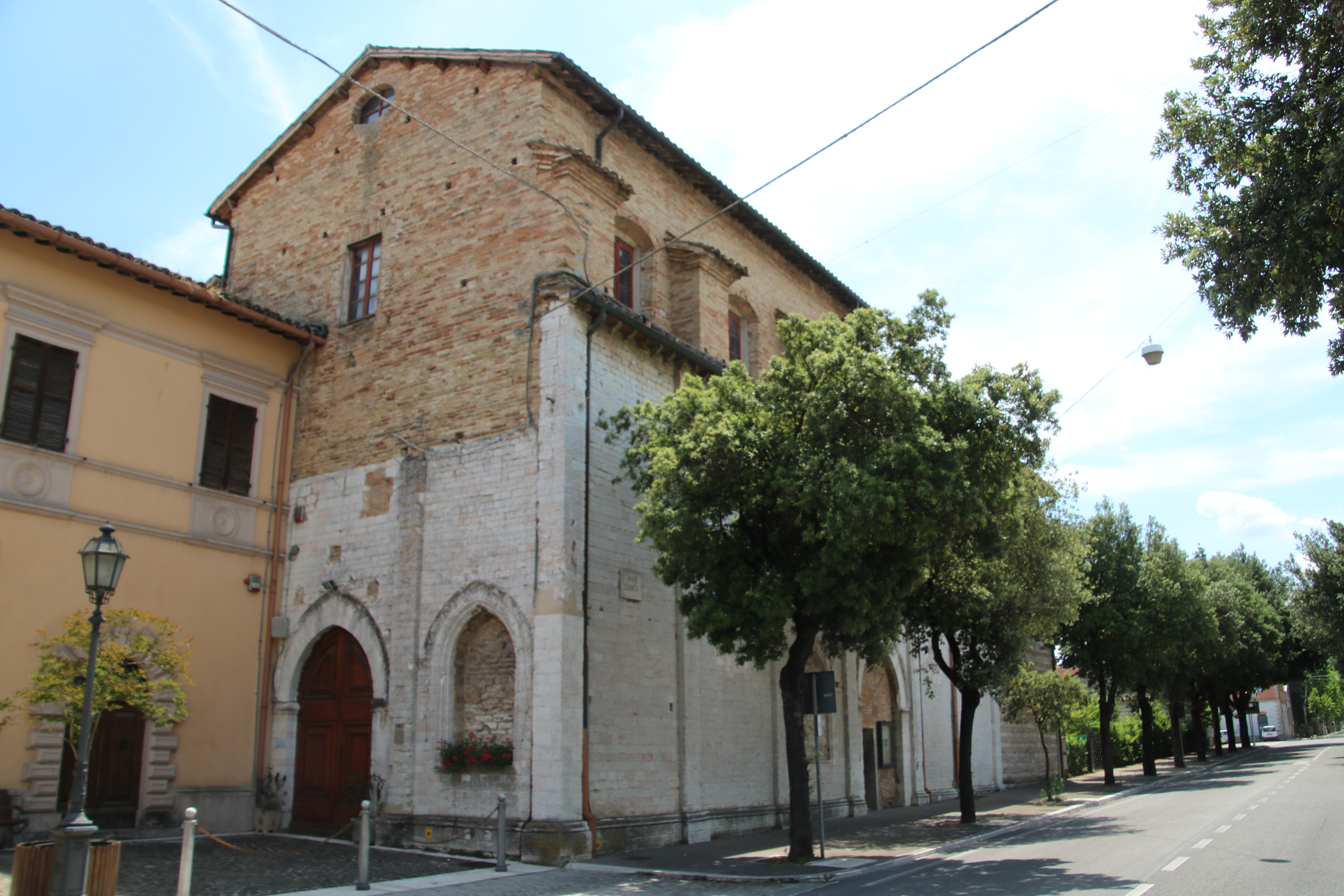
Chiesa di San Giacomo.

Risalente al XII secolo, sulla strada verso Sassoferrato, fu rimaneggiata nel XIV ed infine nel XVIII venne trasformata al suo interno; della prima costruzione restano il portale e una finestra murata nella facciata, un altro portale, finestre e due monofore, tutti murati, sul fianco destro.
L'interno è costituito da un'unica navata, di forme barocche. Notevoli sono il Crocifisso medievale e il fastoso altare maggiore in legno dorato adorno di un polittico le cui lunette appartengono ad un altro polittico di arte marchigiana del 1400; in una nicchia sulla sinistra si trova parte di un affresco raffigurante la Crocifissione forse di Lorenzo D'Alessandro da San Severino. Nell'annesso convento delle agostiniane ha sede il museo dei bronzi dorati e della città di Pergola.
Chiesa di Santa Maria di Piazza

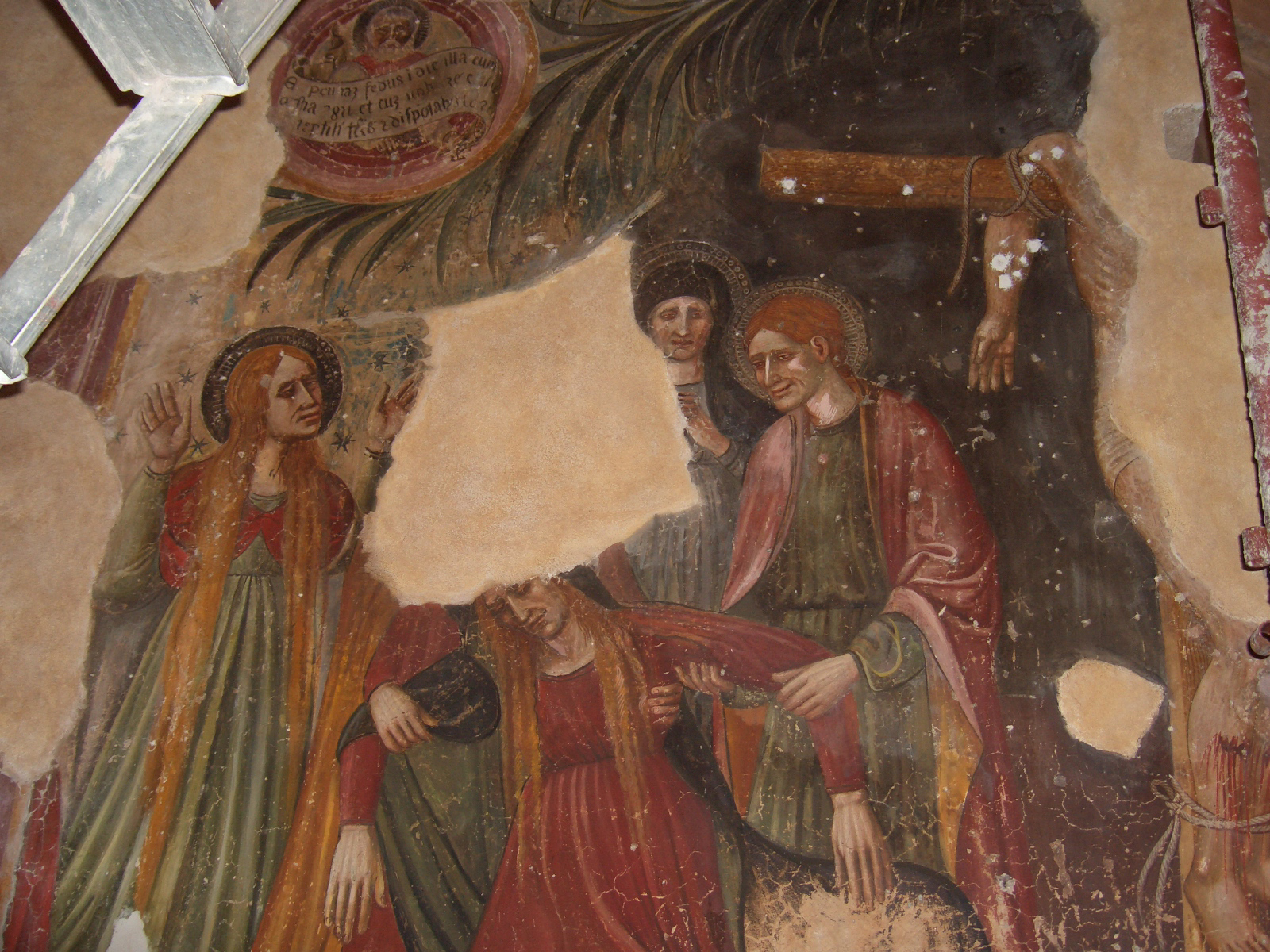
Crocifissione, Chiesa di Santa Maria di Piazza, Pergola (Pesaro e Urbino)

La chiesa sorge in prossimità del Municipio ed è la più antica di Pergola. La tradizione vuole la chiesa anteriore alla nascita della stessa città a cui, si suppone, diede anche il nome (in origine il tempio era chiamato Santa Maria della Pergola).
Si narra che fu fondata da san Romualdo nel primo decennio del secolo XI e dipendeva dall'abbazia di Sitria che era poco lontana dal Catria e da Isola Fossara. Nel tempo l'edificio ha subito molteplici modifiche tanto che della primitiva struttura romanico-gotica ne sono rimaste poche tracce. Nel corso dei restauri per i danni causati dal terremoto del 1997 sono emersi alcuni frammenti di pitture dietro l'altare maggiore. Sgomberata la parete dall'altare, è emerso un affresco di grandi dimensioni.
La pittura, presentata nel 2004 in occasione della mostra "Tardogotico e Rinascimento a Pergola", fu allora ascritta a Giovanni Antonio Bellinzoni da Pesaro operante nella Bottega dei Bellinzoni di Parma.
Dopo i lavori di restauro del marzo 2007, il restauratore Andrea Fedeli propende per una diversa attribuzione.
La parte sinistra del dipinto sarebbe di scuola giottesca, risalente alla fine del Trecento; la sezione destra, posteriore di alcuni decenni, di scuola veneta, pur mantenendo tutti gli stilemi della cultura trecentesca. È molto probabile che i lavori furono iniziati da un primo pittore a cui è subentrato un secondo artista dando all'opera la visione attuale, inserendo le decorazioni e completando la parte destra.
Nel progetto iniziale vi dovevano essere l'Albero della vita e la Crocifissione. Sul lato sinistro del dipinto sono raffigurate le pie donne, la Maddalena, la Madonna e l'apostolo san Giovanni, al centro il Cristo crocifisso fra i due ladroni, a destra san Giovanni Battista e sant'Atanasio. Il dipinto è avvolto da una decorazione di medaglioni, attorniati da fronde arboree, contenenti le sibille ed i profeti. La decorazione ha forma di arco delimitando, probabilmente, la parete dove in origine doveva arrivare la chiesa. Il segmento centrale è andato quasi completamente perduto quando, con il cambiamento della liturgia, l'affresco è stato in parte distrutto per far posto alla nicchia dell'altare. Di questa sezione ne è rimasto il volto del Cristo, ritrovato alcuni anni fa e, dopo i lavori di restauro, riposizionato al centro dell'affresco.
Duomo
Episcopio
L'edificio si trova proprio accanto al Duomo, in via Don Minzoni, ed è di rilevante interesse perché custodisce le opere d'arte provenienti dalle chiese soppresse.
Chiesa dei Re Magi

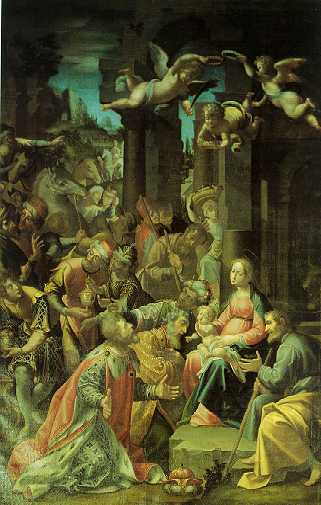
Adorazione dei Magi di Aurelio Lomi, Chiesa dei Re Magi.

La chiesa, posta di fronte al Duomo, è quello che rimane della chiesa oratoriana di San Pietro, un tempo ricca di opere d'arte ed oggi ridotta a cinema. L'edificio sacro fu costruita per volontà del ricco conciatore pergolese Girolamo Cervasi che prima della sua morte, avvenuta nel 1648, dispose la costruzione di una cappella nel quale fu trasferito, all'altare in marmo, una tela con l'Adorazione dei Magi, opera firmata del pisano Aurelio Lomi databile forse intorno al 1605 - 1610 circa, probabilmente commissionata per un altare dell'attigua San Pietro. L'interno fu arricchito, subito dopo la sua costruzione, da un magnifico apparato decorativo in stucco realizzato da Tommaso Amantini, originario di Urbania.
La chiesa possiede anche una Vesperbild (Pietà) del primo decennio del Quattrocento, in gesso duro interamente policromato, che sembra legarsi ai modelli praghesi e viennesi, oggi custodito nel museo cittadino.
Chiesa di San Marco
Di stile romanico, era un Priorato dell'Abbazia di Nonantola; fu costruita con il primo nucleo storico della città per poi essere completamente rifatta nel 1776. L'altare maggiore custodisce la tela con la Madonna del Carmelo e Santi di Giovanni Francesco Guerrieri.
Chiesa di San Rocco
Posta esattamente di fronte alla chiesa di San Marco è da tempo sconsacrata ed adibita a magazzino comunale. Fu costruita nel 1528 in seguito ad un voto sciolto per la scampata peste. È sormontata da uno stupendo soffitto ligneo a cassettoni, opera di artigiani locali. Custodiva una statua in legno policromo di San Rocco (datata 1528) proveniente dalla bottega del Maestro di Magione, oggi esposta al Museo dei Bronzi Dorati e della Città di Pergola.
Chiesa di San Vitale
Ubicata in uno dei quartieri più antichi della città, risale al 1300 ma fu rifatta quasi completamente nella seconda metà del XVIII secolo. Oggi sede della Compagnia del Santissimo Crocifisso (nota anche come Compagnia del Cristo Morto) presenta un'unica navata con tre altari in stucco del 1777 opera di Benedetto Silva. Venne completamente rimaneggiata e in buona parte riedificata nella seconda metà del Settecento. Presenta un'unica navata con tre altari in stucco realizzati da Benedetto Silva nel 1777. Custodisce tre tele del pergolese Antonio Concioli: Trinità (sul presbiterio dell'altare maggiore), il Martirio dei santi Gervasio e Protasio e il Martirio di san Vitale (sulle pareti laterali).
Chiesa Santa Maria Assunta
Ubicata in via Don Minzoni 45, risale al XVIII secolo.

### Architetture civili
Porta del Morto
La struttura urbanistica medievale di Pergola, oltre ai numerosi luoghi di culto ed a torri o resti di torri, conserva numerosi esempi di "Porta del Morto"; la cosiddetta Porta del Morto è una stretta apertura ad arco acuto, ricavata a fianco dell'ingresso principale dell'abitazione; si presenta con la soglia sopraelevata dal livello stradale di circa 80-90 centimetri. Durante l'epoca medioevale la Porta del Morto restava murata ed era aperta e riaperta solo per far passare la salma del familiare. Era diffusa nel Centro Italia ed attualmente se ne trovano testimonianze, oltre che a Pergola, a Gubbio, Fabriano, Cortona, Assisi e Città di Castello.
La rocca
Imponente manufatto di particolare interesse, che ha visto l'intervento del celebre architetto senese Francesco di Giorgio Martini.
Municipio
Sempre nel corso, si erge il grandioso edificio del XVIII secolo, aperto da un alto porticato.
Entrando, sul primo ballatoio dello scalone, in una nicchia era murata la statua di San Secondo (oggi conservata al Museo dei Bronzi Dorati e della Città di Pergola) di scuola Umbra del 1400. Nella sala consiliare si trovano una pala d'altare robbiana risalente al 1500, una Madonna col Bambino e i santi Francesco e Ubaldo, tela di maniera del Barocci, oltre a numerosi quadri che ritraggono personalità locali.
Da segnalare inoltre una tela dipinta dal pittore bolognese Giulio Cesare Procaccini raffigurante Bestabea al bagno.
Teatro
L'edificio si trova in via Angel dal Fuoco, soprannome di Angelo da Pergola, condottiero del 1400, cui è anche intitolato il teatro, del 1696, dopo un lungo lavoro di restauro, è stato riaperto al pubblico nel 2002 con uno spettacolo di Valeria Moriconi.

## Società

### Evoluzione demografica
Abitanti censiti

### Etnie e minoranze straniere
|                       | 1º gennaio 2010 | 1º gennaio 2010 | 1º gennaio 2011 | 1º gennaio 2011 | 1º gennaio 2021 | 1º gennaio 2021 | Note          |
| --------------------- | --------------- | --------------- | --------------- | --------------- | --------------- | --------------- | ------------- |
| Popolazione straniera | 557             | 8,3%            | 578             | 8,7%            | 483             | 8,3%            | [ 16 ] [ 17 ] |

Le nazionalità maggiormente rappresentate in base alla loro percentuale sul totale della popolazione straniera erano:
| Paese   | 1º gennaio 2010 | 1º gennaio 2010 | 1º gennaio 2011 | 1º gennaio 2011 | 1º gennaio 2021 | 1º gennaio 2021 | Note   |
| ------- | --------------- | --------------- | --------------- | --------------- | --------------- | --------------- | ------ |
| Romania | 238             | 42,73%          | 244             | 42,21%          | 216             | 44,72%          | [ 18 ] |

### Sanità
Nella cittadina vi è l'Ospedale Santi Carlo e Donnino, un presidio ospedaliero dell'A.S.T. (Azienda Sanitaria Territoriale) Pesaro - Urbino.

### Dialetto
(Canto popolare religioso in dialetto pergolese)
Il dialetto parlato nel comune di Pergola si distingue nettamente dalle restanti parlate della provincia di Pesaro-Urbino; esso è infatti derivato in buona parte dal dialetto eugubino (Pergola fu fondata da Gubbio nel 1234) a cui deve molti termini e modi di dire, che nelle Marche sono condivisi solo dai comuni di Serra Sant'Abbondio, Cantiano e Frontone, tutti stati sotto l'influenza della città umbra fra il XIII e il XIV secolo. Se i restanti dialetti pesaresi-urbinati rientrano interamente nel gruppo gallo-italico, la collocazione del pergolese è controversa: probabilmente sarebbe da considerare un dialetto dalla originaria base umbra nord-orientale, su cui si sono impiantati cospicui influssi gallo-italici; tra i tratti peculiari, la caduta delle vocali atone si registra solo in fonosintassi, e mai in fine di enunciato, similmente al dialetto perugino (ad es. ho comprat' un mazz' de rose), lo scempiamento consonantico è inesistente o debole, e appaiono alcuni tratti tipicamente centrali, come la -c- intervocalica pronunciata come -sc- (tratto ancora assente anche nell'anconetano e che compare solo da Fabriano, Jesi ed Osimo) e il cambio ls, rs, ns in lz, rz, nz; fenomeno che nelle Marche è riscontrabile proprio al di sotto della linea Falconara-Ostra-Pergola-Cantiano. La -s- intervocalica è inoltre pronunciata sempre sorda (casa, cosa, rosa si pronunciano alla spagnola) al contrario dei dialetti gallo-piceni. Infine la cadenza risulta simile in parte a quella umbra e in parte a quella di Ancona e provincia, mentre presenta ben poche somiglianze con quella pesarese-urbinate.
Il celebre animatore pergolese Simone Massi ha dedicato al dialetto pergolese un "Abbecedeario" raccogliendo oltre 12.000 vocaboli dialettali.

## Cultura

### Museo dei bronzi dorati e della città di Pergola

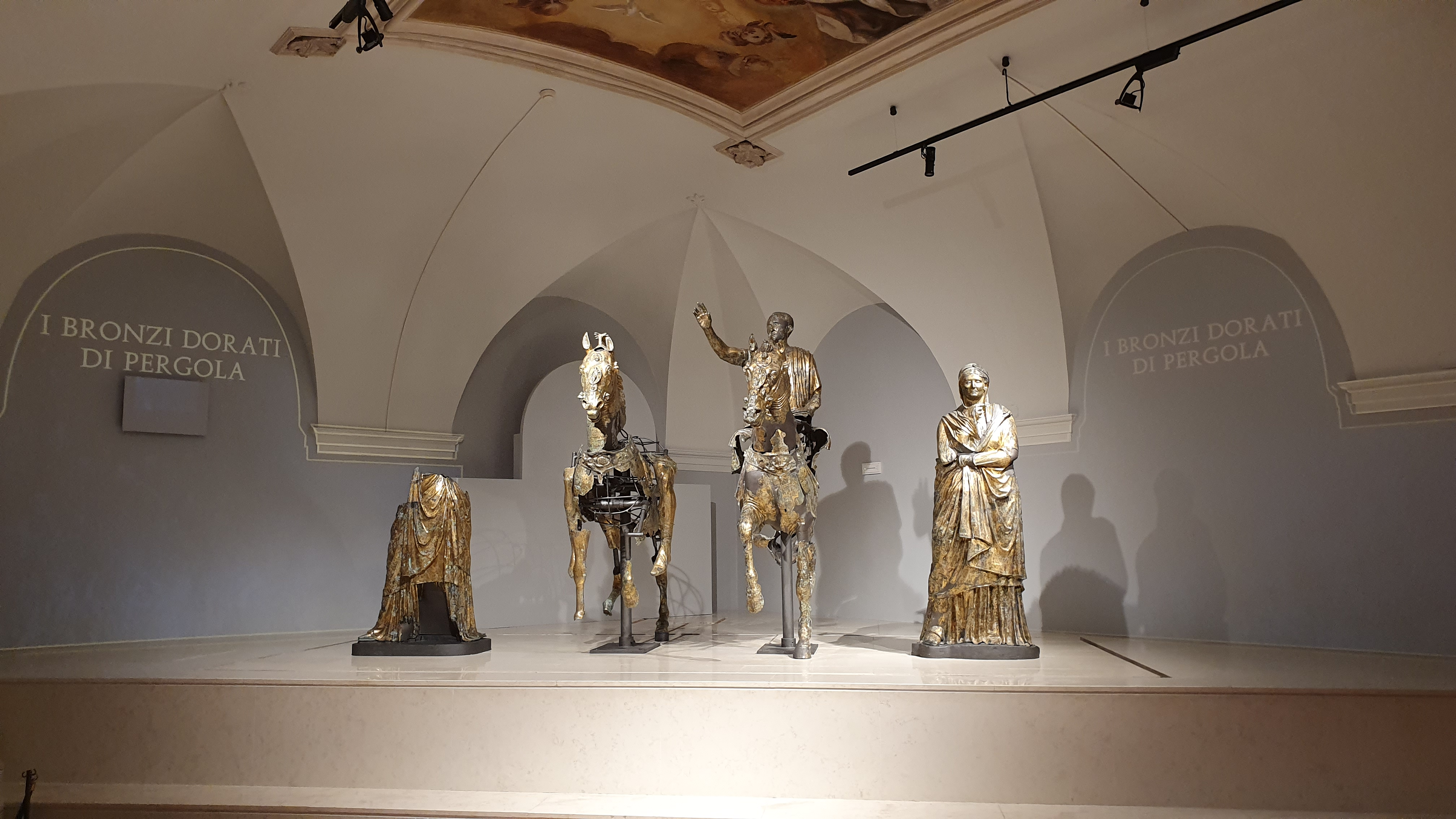
I bronzi dorati da Cartoceto di Pergola

Il Museo dei bronzi dorati e della città di Pergola fu inaugurato il 9 ottobre 1999; è ospitato nel quattrocentesco ex convento di San Giacomo e si articola in un percorso circolare attorno all'antico chiostro, suddiviso in quattro sezioni.

### Animavì - Festival internazionale del cinema di animazione poetico
È un festival internazionale di cinema d'animazione nato nel 2016.
L'idea è di rappresentare, a livello internazionale, il “Cinema di animazione artistico e di poesia”, ovvero quel genere di animazione indipendente e d'autore che si propone di raccontare per suggestione, prendendo le distanze in maniera netta dall'animazione commerciale e di massa. L'obiettivo è di essere una vetrina sulla corrente più interessante del genere, riferendosi esclusivamente a lavori che si rivolgono all'anima dello spettatore. Opere in cui ogni singolo fotogramma è concepito come una piccola opera d'arte.
Il direttore artistico è Simone Massi, Giannalberto Bendazzi è il presidente onorario.
Il festival è organizzato dall’Associazione Culturale Ars Animae diretta da Mattia Priori, Leone Fadelli e Silvia Carbone.
La manifestazione, inoltre, si avvale di un comitato d'onore nel quale figurano: Pierino Amedano, Franco Arminio, Andrea Bajani, Luca Bergia, Max Casacci, Valentina Carnelutti, Dilo Ceccarelli, Erri De Luca, Nino De Vita, Goffredo Fofi, Daniele Gaglianone, Gang, Valeria Golino, Nastassja Kinski, Emir Kusturica, La Macina, Neri Marcoré, Mau Mau, Laura Morante, Marco Paolini, Aleksandr Petrov, Lyudmila Petrushevskaya, Umberto Piersanti, Alba Rohrwacher, Francesco Scarabicchi, Silvio Soldini, Oreste Tagnani, i fratelli Taviani, Miklós Vámos, Daniele Vicari, Emily Jane White, Massimo Zamboni.
Il festival gode dei patrocini del Ministero dei Beni e le Attività Culturali, della Regione Marche, dell'Accademia del Cinema Italiano, del Sngci, dell'Amministrazione Comunale di Pergola e della Provincia di Pesaro e Urbino. Per l'elevato livello culturale, le edizioni del 2016, 2017 e 2019 ha ricevuto una medaglia di rappresentanza da parte del presidente della Repubblica Sergio Mattarella.
Oltre al Concorso internazionale è prevista una seconda sezione riservata agli allievi della Scuola d'arte di Urbino.

### Blooming Festival
Dal 2017 nel mese di giugno la cittadina ospita il Blooming Festival. Un festival di cultura digitale nel quale il borgo diviene parte dell’evento. 
Artisti e designer portano le installazioni, le proiezioni e i concept negli spazi della città: palazzi storici, chiese, grotte sotterranee.

### Centro buddhista tibetano
Il Centro buddhista tibetano Ngagyur Rigdzin Dudjom Drodul Ling si trova a Pergola ed è l'unico centro in Italia con un maestro della tradizione Nyingma del lignaggio di Dudjom Rinpoche. È diretto da Rigdzin Namkha Gyatso Rinpoche.

## Economia

### Istituti bancari
Nella città ha sede la Banca di Credito Cooperativo di Pergola e Corinaldo (nata dalla fusione nel 2018 fra la Banca di Credito Cooperativo di Pergola e la Banca di Credito Cooperativo di Corinaldo). L'istituto è stato fondato il 19 giugno 1966 come Cassa Rurale ed Artigiana di Pergola dalle ceneri della Cassa Comunale di Credito Agrario. Alla fine del 2019 la banca ha sedici filiali suddivise fra le provincie di Pesaro (6), Ancona (9) e Perugia (1).
Prima della Cassa Rurale nella cittadina era sorta la Cassa di Risparmio di Pergola (costituita il 9 settembre 1847 su decreto del pontefice Pio IX e poi confluita nella Cassa di Risparmio di Pesaro per volere del regime fascista). Sempre nel territorio pergolese, seppur per breve tempo, ha operato la Cassa Rurale di Bellisio Solfare (costituita il 30 giugno 1926, fu messa in liquidazione il 27 gennaio 1935 fino a cessare definitivamente l’attività il 10 aprile 1939).

### Vino
Sin dalle origini della città, la zona di Pergola è nota per i suoi vitigni.
La produzione, pur non in grandi quantità, si fa apprezzare per la qualità. Negli anni Ottanta venne attribuita la DOC al Tristo di Montesecco. Un vino bianco nato dalla composizione di trebbiano, malvasia, riesling italico, pinot grigio, considerato allora fra i migliori vini italiani. L'azienda produttrice ha chiuso e, almeno per adesso, il Tristo di Montesecco non è più commercializzato.
Nel frattempo è salito alle cronache un altro vino tipicamente pergolese. Nel 2005 la locale vernaccia, chiamata anche popolarmente "vernaccetta", ha ottenuto il riconoscimento di denominazione di origine controllata nelle versioni rosso, novello e passito con il semplice ma significativo nome di "Pergola doc". Il vino deriva da un clone aleatico di antichissime origini, probabilmente importato con la fondazione delle città nel 1234 da parte di Gubbio.
Alla fine del 2007 i produttori locali hanno dato vita ad un Consorzio per la tutela e la promozione di questo pregiato vino.
Fra i vini dolci da segnalare il vin santo e il visner (noto anche come visciolata o vino di visciole). Produzioni tradizionali particolarmente apprezzate, divenute "Presidio Slow Food".
Rilevante anche la festa del vino, che si svolge tradizionalmente l'ultimo fine settimana di luglio, giunta nel 2010 alla XL edizione.

### Tartufo
Il territorio è zona di produzione del tartufo. Nel mese di ottobre si tiene la Fiera del Tartufo Bianco Pregiato di Pergola (F.T.B.P.P.). Nata nel 1996, nel 2013 la Fiera del Tartufo Bianco Pregiato di Pergola ha ottenuto il riconoscimento di Fiera Nazionale (del Tartufo Bianco Pregiato di Pergola: F.N.T.B.P.P.). Fa parte dell'associazione nazionale Città del Tartufo.

### Parco eolico
A Pergola, in località Piano Rotondo, è in fase di realizzazione un parco eolico costituito da 10 aerogeneratori che generano una potenza nominale totale di 25 MW, con una produzione annuale stimata di circa 56 GWh, sufficiente a coprire il consumo di circa 45 000 abitanti.

## Ambiente

### Grotte ipogee
Nel dicembre del 2006, in località Monte Rotondo, al confine fra i comuni di Pergola e Sassoferrato, il Gruppo Amici della Montagna ONLUS e il Gruppo Speleo CAI Fabriano hanno trovato delle grotte ipogee con numerose conformazioni carsiche.

### Acqua sulfurea
Nella frazione di Bellisio Solfare, nei pressi del fiume Cesano, è presente una sorgente di acqua sulfurea da tempo al centro di studi per la possibile realizzazione di uno stabilimento termale.

## Infrastrutture e trasporti
Strade principali
Pergola è attraversata dalla Strada statale 424 della Val Cesano e dalla strada provinciale 16 per Sassoferrato e Fabriano.
Trasporto Pubblico
Pergola è servita da autobus di linea svolto dalle società ADRIABUS e ATMA Ancona .

### Ferrovia Pergola-Fabriano
La ferrovia, nata all'interno di un progetto a più ampio respiro che avrebbe dovuto collegare l'entroterra marchigiano con l'Emilia-Romagna, è stata inaugurata il 28 aprile 1895.
Un secondo tratto, fra Pergola e Urbino passando per Cagli e Fermignano, fu aperto il 20 settembre 1898 mentre i lavori di prosecuzione oltre la città ducale in direzione della Romagna, andati per lungo a rilento, furono sospesi definitivamente tra il 1920 e il 1930.
La Fabriano-Pergola-Urbino-Fano fu gravemente danneggiata alla fine della seconda guerra mondiale (specie nel tratto di Cagli) dai soldati tedeschi in ritirata.
La linea venne quindi riattivata a tratti: la Fabriano-Pergola nel 1948, mentre il 2 febbraio 1956 fu la volta della Fermignano-Urbino. Non fu invece riattivato il tronco intermedio tra Pergola e Fermignano, privando il collegamento di continuità.
Attualmente la linea è a binario unico, non elettrificata, con tutte le stazioni sprovviste di biglietteria.
Fino ad ottobre 2011 si contavano tre coppie di treni al giorno dal lunedì al venerdì e due coppie il sabato. Dopo una sospensione temporanea della linea, che aveva fatto temere la definitiva chiusura, dal 6 febbraio 2012 la tratta è stata riaperta con due coppie di treni al giorno dal lunedì al sabato. La domenica ed il periodo estivo le corse sono sospese.
I treni sono tutti regionali e le corse sono limitate tra le stazioni di Pergola e quella di Fabriano.
Anche a causa della forte concorrenza degli autobus e di una sorta di abbandono da parte di Trenitalia, l'utenza è oggi molto limitata ed il tronco di linea è considerato un ramo secco, a costante rischio di chiusura nonostante l'importanza strategica.
Negli ultimi anni lungo la linea sono stati spesso organizzati treni storici con le carrozze trainate dalle locomotive a vapore custodite nel deposito di Fabriano.
Il 13 novembre 2013, a causa di un limitato smottamento del sedime avvenuto nei pressi della fermata di Monterosso Marche, la circolazione dei treni è stata sospesa. Ad aprile 2015 sono state smontate, per tutta la lunghezza della linea, le barriere dei passaggi a livello rendendo di fatto impercorribile la tratta.
Il 26 settembre 2021, grazie alla Regione Marche che ha commissionato i lavori a Fondazione FS Italiane con Rete Ferroviaria Italiana compartimento di Ancona, la linea è stata riaperta alla circolazione di treni turistici con il transito di un treno storico trainato da locomotiva diesel D.345 e carrozze a terrazzini in partenza da Ancona giungendo a Fabriano poi Sassoferrato e Pergola.
La linea dopo la tremenda alluvione del 15 settembre 2022, fu riaperta per una seconda volta il 25 giugno 2023 sempre grazie agli sforzi di Fondazione FS Italiane e Rete Ferroviaria Italiana, nelle verdi vallate percorse dalla linea, infatti, la forza dell'acqua alimentata dai violenti fenomeni meteorologici aveva divelto diversi chilometri di ferrovia.
A maggio 2024 sono state ripristinate le barriere dei primi cinque passaggi a livello da Fabriano.

## Amministrazione
| Periodo        | Periodo        | Primo cittadino       | Partito                                                   | Carica                  | Note   |
| -------------- | -------------- | --------------------- | --------------------------------------------------------- | ----------------------- | ------ |
| 8 giugno 1989  | 4 luglio 1989  | Ritaldo Abbondanzieri | Partito Socialista Italiano                               | Sindaco                 | [ 38 ] |
| 5 luglio 1989  | 18 luglio 1989 | Graziano Giuliani     | Partito Socialista Democratico Italiano                   | Sindaco                 | [ 38 ] |
| 19 luglio 1989 | 10 agosto 1990 | Giorgio Giombini      | Democrazia Cristiana                                      | Sindaco                 | [ 38 ] |
| 11 agosto 1990 | 30 luglio 1992 | Giorgio Giombini      | Democrazia Cristiana                                      | Sindaco                 | [ 38 ] |
| 31 luglio 1992 | 24 aprile 1995 | Dario Conti           | Indipendente / Democrazia Cristiana                       | Sindaco                 | [ 38 ] |
| 24 aprile 1995 | 14 giugno 1999 | Dario Conti           | Centro-sinistra                                           | Sindaco                 | [ 38 ] |
| 14 giugno 1999 | 13 giugno 2004 | Dario Conti           | Centro-sinistra                                           | Sindaco                 | [ 38 ] |
| 13 giugno 2004 | 30 marzo 2009  | Giordano Borri        | Lista civica                                              | Sindaco                 | [ 38 ] |
| 31 marzo 2009  | 8 giugno 2009  | Pacifico Morresi      |                                                           | Commissario prefettizio | [ 38 ] |
| 8 giugno 2009  | 26 maggio 2014 | Francesco Baldelli    | Centro-destra                                             | Sindaco                 | [ 38 ] |
| 26 maggio 2014 | 27 maggio 2019 | Francesco Baldelli    | Pergola nel cuore                                         | Sindaco                 | [ 38 ] |
| 27 maggio 2019 | 10 giugno 2024 | Simona Guidarelli     | Pergola unita                                             | Sindaca                 | [ 38 ] |
| 10 giugno 2024 | in carica      | Diego Sabatucci       | Pergola nel cuore - Filiera istituzionale (Centro-destra) | Sindaco                 | [ 38 ] |

### Gemellaggi
- Gernsbach, dal 2010[40][41]

## Sport

### Calcio
La squadra di calcio della Pergolese, fondata nel 1923, milita in Prima Categoria nella stagione 2022-23. La società rossoblu ha disputato anche campionati di Serie D nel primo decennio del XXI secolo.
Altre società calcistiche minori come il Pergola Fratte Green, la Junior e la Volante hanno in passato partecipato ai tornei federali.
Nella stagione 2024-25 milita in promozione.